# Tuffé Val de la Chéronne
Tuffé Val de la Chéronne is een gemeente in het Franse departement Sarthe (regio Pays de la Loire). De plaats maakt deel uit van het arrondissement Mamers. Tuffé Val de la Chéronne is op 1 januari 2016 ontstaan door de fusie van de gemeenten Saint-Hilaire-le-Lierru en Tuffé. De gemeente telde 1.669 inwoners op 1 januari 2022.

## Geografie
De oppervlakte van Tuffé Val de la Chéronne bedroeg op 1 januari 2022 29,16 vierkante kilometer; de bevolkingsdichtheid was toen 57,2 inwoners per km².

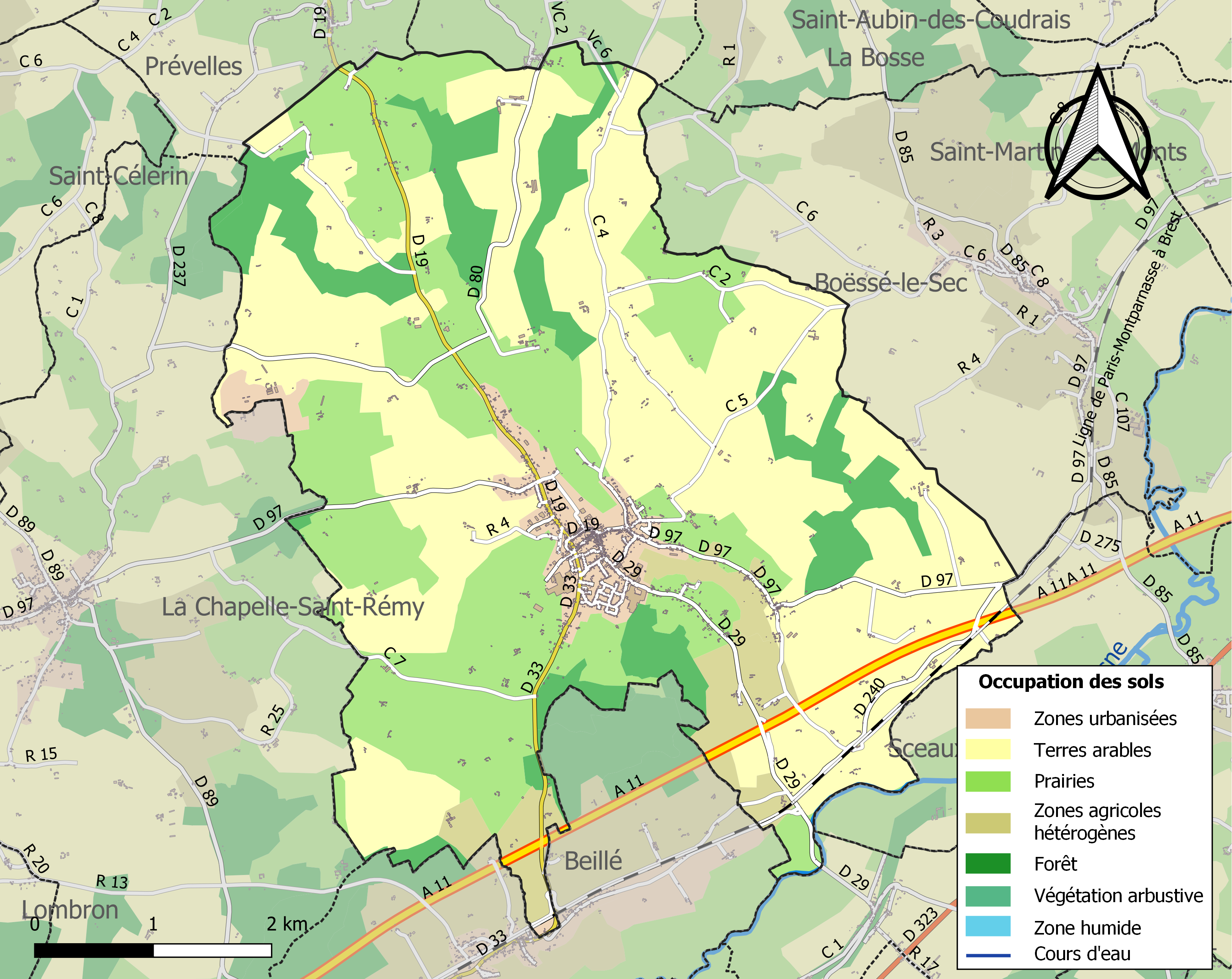
Kaart van de gemeente met de belangrijkste infrastructuur, bodemgebruik en omliggende gemeenten